# Tullins
Tullins ist eine französische Gemeinde mit 7657 Einwohnern (Stand 1. Januar 2022) im Département Isère in der Region Auvergne-Rhône-Alpes. Sie gehört zum Arrondissement Grenoble und zum Kanton Tullins.

## Geographie
Tullins liegt rund 25 Kilometer nordwestlich von Grenoble im Tal der Isère und wird vom Fluss Fure durchquert.
Nachbargemeinden von Tullins sind Beaucroissant und Renage im Norden, Vourey im Nordosten, Moirans im Osten, Saint-Quentin-sur-Isère im Süden, Morette im Südwesten, La Forteresse im Westen und Poliénas im Nordwesten.

## Bevölkerungsentwicklung
| Jahr                       | 1962 | 1968 | 1975 | 1982 | 1990 | 1999 | 2007 | 2017 |
| Einwohner                  | 4650 | 5319 | 5557 | 6044 | 6299 | 7061 | 7612 | 7680 |
| Quellen: Cassini und INSEE |      |      |      |      |      |      |      |      |

## Sehenswürdigkeiten
- Clos des Chartreux (heute Hotel de Ville)
- Kirche Saint-Laurent-des-Prés (11.–15. Jahrhundert)
- Konvent Notre-Dame-de-Grâce (17. Jahrhundert)
- Schloss Tullins
- Kapelle Notre-Dame de l’Hôtel-Dieu (Ende 15. Jahrhundert)
- Porte de Saint-Quentin (13./14. Jahrhundert)
- Ehemaliger Paulaner-Konvent (1606)
- Hospital Michel Perret (1895–1897)
- Schloss La Boussinière
- Schloss Saint-Jean-de-Chepy (15./16. Jahrhundert)
- Porte de Fures (10./11. Jahrhundert)

|  |  |

## Wirtschaft und Infrastruktur
Die Gemeinde hat einen Bahnhof an der Bahnstrecke Valence–Moirans. Dieser wird von TER Rhône-Alpes Zügen bedient. Tullins besitzt eine Anschlussstelle an der Autoroute A49.

## Städtepartnerschaften
- Priverno (Italien)
- Leça da Palmeira (Portugal)

## Persönlichkeiten
- Adolphe Chatin (1813–1901), Botaniker, Mykologe und Mediziner